# 阿拉·普加乔娃
阿拉·鲍里索芙娜·普加乔娃（俄语：Алла Борисовна Пугачёва，1949年4月15日—），又译艾拉·普加乔娃，安娜·普加乔娃。前苏联和俄罗斯著名女歌手，俄罗斯流行音乐天后。她于1965年开始自己的职业歌手生涯，并持续至今。阿拉是前苏联音乐史中标志性的歌手，拥有创纪录的唱片销售量和知名度。1980年和1985年他被俄罗斯苏维埃联邦社会主义共和国分别授予功勋艺术家和人民艺术家称号，1991年被苏联授予人民艺术家称号。

## 职业生涯的开始

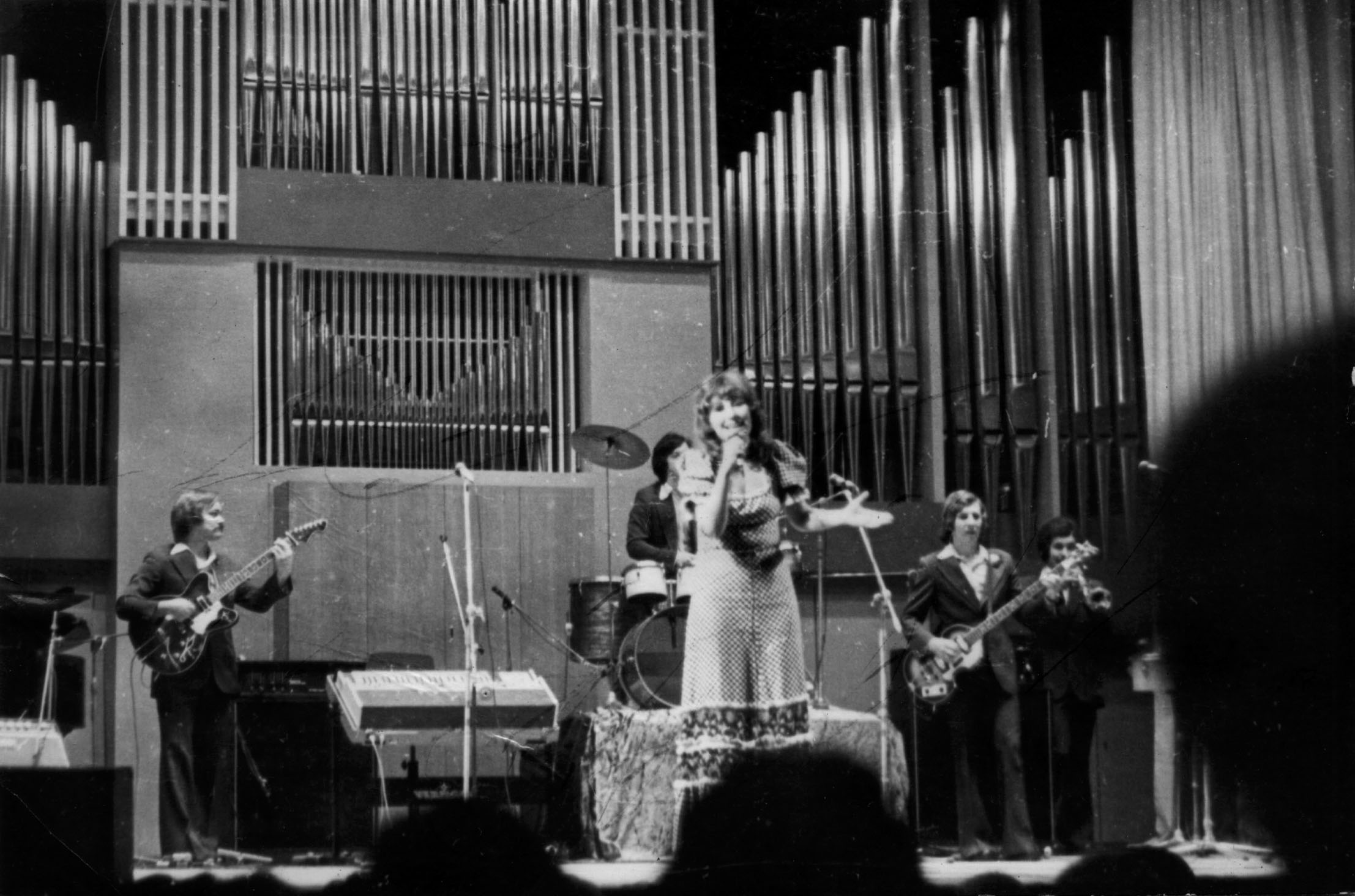
1975年的阿拉·普加乔娃

阿拉·普加乔娃于1949年4月15日出生于前苏联莫斯科。父亲鲍里斯·米哈伊洛维奇·普加乔夫(Борис Михайлович Пугачев)为鞋厂经理，母亲为家庭主妇。家中有一弟弟。1956年，她入读音乐学校№31，并进入伊波利托夫伊万诺夫音乐学院就读。在1965年，阿拉为国家广播电台早间节目录制了她的第一首曲目“机器人”。
1966年他从伊波里托夫-伊万诺夫学院合唱指挥系毕业，参加年轻人乐团到西伯利亚巡演。1967年他作为国家马戏团音乐学院钢琴伴奏。随后在包括利佩茨克州立爱乐乐队内的一些乐队担当主唱.1974年获得全苏音乐家比赛第三名。1975年参加国际歌唱大赛“金奥菲斯”并获得冠军，Amiga唱片公司将她的获奖歌曲在民主德国发行。不久Balkanton唱片公司又在保加利亚发行了这首歌曲。自此，阿拉·普加乔瓦开始了真正意义上的歌唱生涯。

### 唱歌的女人
1977年，阿拉·普加乔娃在歌舞片 《唱歌的女人》中担当主角。在影片中饰演一位为歌唱职业生涯而牺牲个人生活的女歌手。此片一经上映迅速串红，主题曲《唱歌的女人》得到苏联观众的热烈回响，歌曲销售出了55万张。同年阿拉·普加乔娃发售第一张专辑，收录了1975-1977年间制作的个人单曲。《唱歌的女人》成为她最广为人知的音乐电影。

### 斯德哥尔摩（1983-1985）
20世纪80年代，她经常访问斯德哥尔摩。她出席当地的电台和电视节目，如雅各布·达赫琳主持的雅各布梯子。雅各布经常和她进行合作表演。阿拉·普加乔娃还在斯德哥尔摩录制了一张英文专辑，由世界纪录唱片公司在瑞典以《向外观望》的名字发行，由旋律唱片公司以《阿拉·普加乔娃》在瑞典的名字在苏联发行。

### 现今

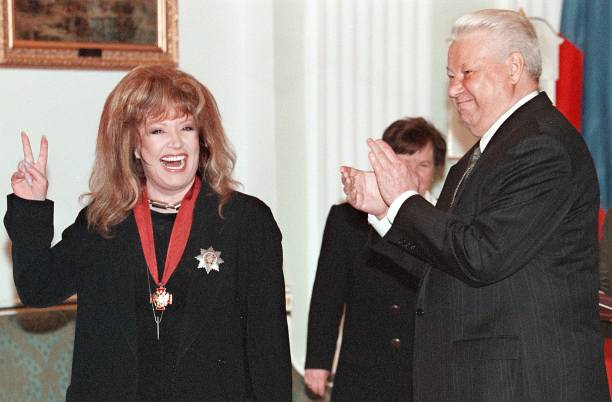
总统叶利钦授予她二等祖国功勋勋章, 1999年4月15日。

苏联解体后，她扩大了自己的事业，推出一本杂志、电台，和以其名命名的香水和鞋品牌。1990年被叶利钦政府授予政府文艺成就奖，1999年获颁俄罗斯联邦最高荣誉奖章（二等服务祖国勋章）。1997年阿拉·普加乔娃代表俄罗斯参加欧洲歌唱大赛，获得第15名。
2000年代，阿拉参与制作了俄罗斯广受欢迎的电视真人选秀节目明星工场。2009年3月5日，阿拉在她唱完60岁生日歌后宣布因健康原因退休。

### 后续

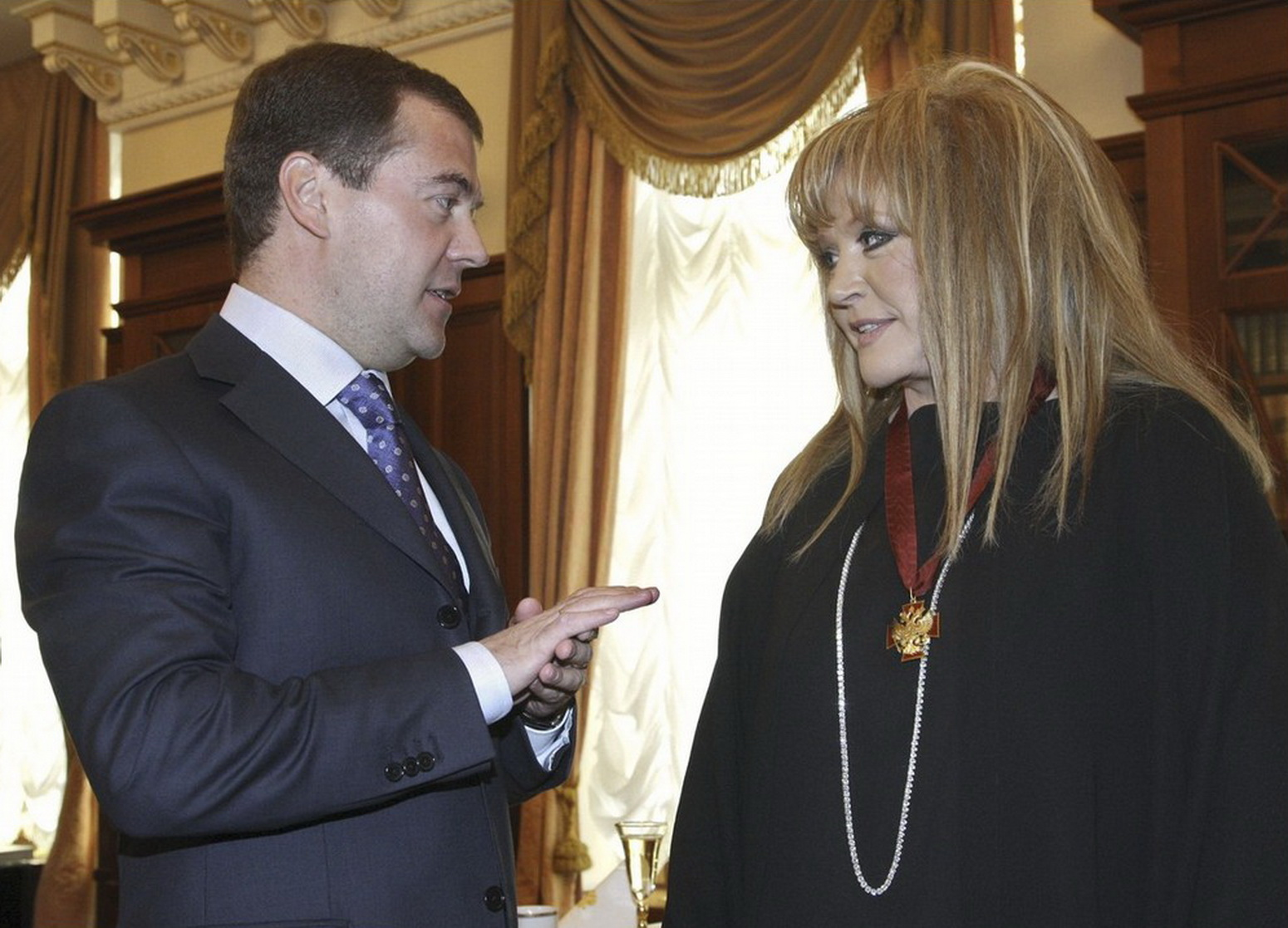
梅德韦杰夫授予阿拉·普加乔娃祖国功勋勋章

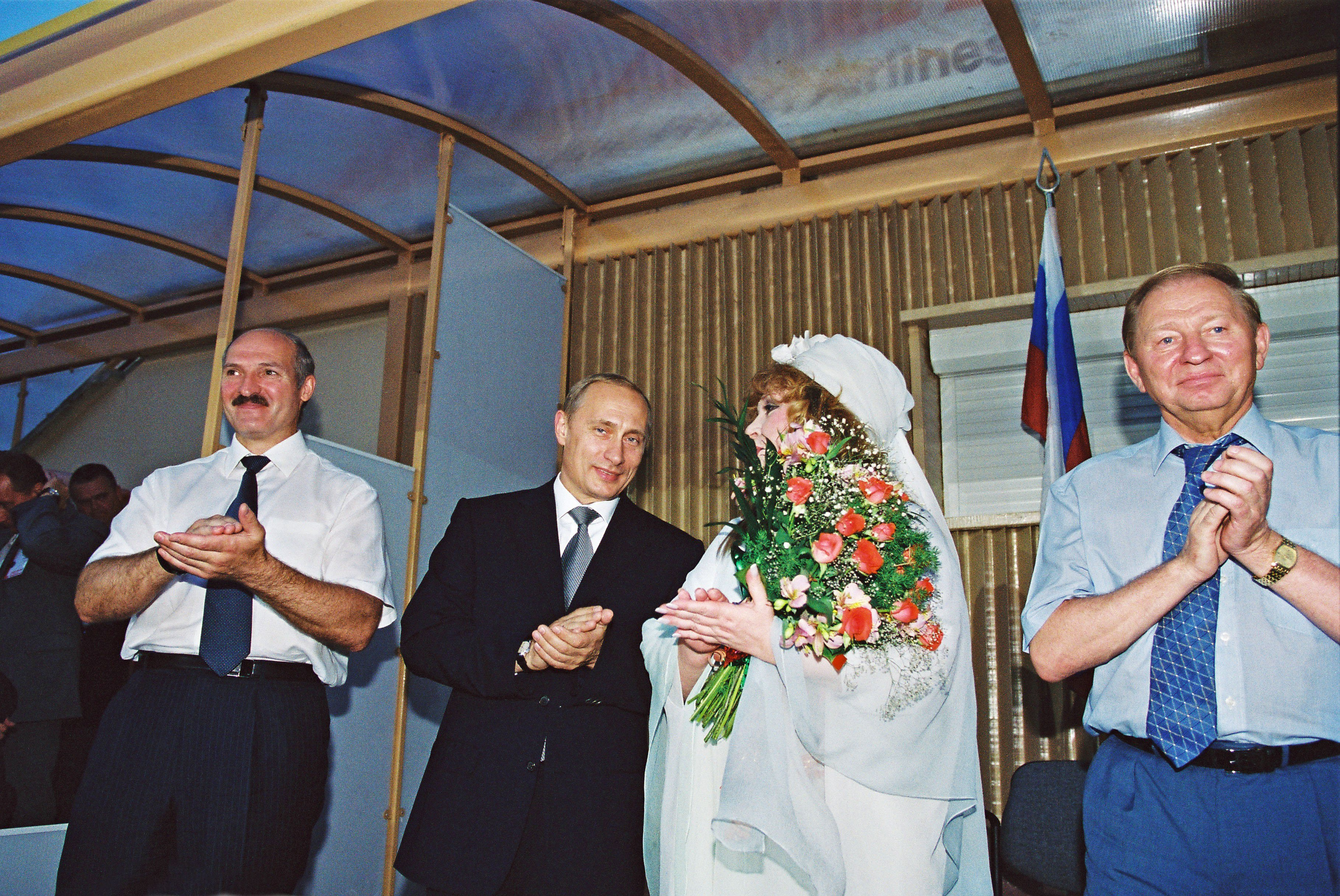
2001年7月25日，普加喬娃與白俄羅斯總統亚历山大·卢卡申科，俄羅斯總統弗拉基米尔·普京，和烏克蘭總統列昂尼德·库奇马，在維捷布斯克的斯拉維亞斯基集市。

俄罗斯总统梅德韦杰夫在她的2009年的生日当天授予她祖国功勋勋章，这是她第三度获得该荣誉。
阿拉·普加乔娃在俄罗斯版《X音素》担任主评委。
2022年3月，普加乔娃和加尔金在俄罗斯入侵乌克兰后离开俄罗斯前往以色列。
2022年8月回国。2022年9月，在其丈夫被俄罗斯官方定为“外国代理人”后，普加乔娃公开谴责战争并要求俄司法部将其本人也列为“外国代理人”。随后俄罗斯官方根据《2022年第32-FZ號聯邦法律》对普加乔娃涉嫌抹黑俄军的行为进行调查。2022年10月，普加乔娃透露其已离开俄罗斯前往以色利定居。2024年3月29日，俄罗斯检察官要求司法部考虑将普加切娃列为「外国特工」。

## 个人生活
阿拉·普加乔娃1969年嫁给了立陶宛马戏团演员米科拉斯，在1971年她生下了女儿克里斯蒂娜，女儿现在也是一名流行歌手。她结婚4年后于1973年离婚。
阿拉与电影导演Alexander Stefanovich于1976年结婚，并出演过一些他的电影。1980年宣布离婚，随后陷入了旷日持久的财产分割案，其中包括她在莫斯科市中心地段的Patriarch Ponds的豪华住宅。
在1985年，经过多年的共同生活，艾拉嫁给了制片人叶夫根尼·博尔金，与之有众多的专业合作。在此期间，她与一个年轻的音乐家和歌手弗拉基米尔·库兹明保持了工作和浪漫的关系。1993年她与叶夫根尼·博尔离婚，声明说职业生涯过多干涉了两人的私人生活。
1994年，她嫁给了菲利普·基尔科罗夫，一位比阿拉·普加乔娃小18岁的、有保加利亚 - 亚美尼亚和俄罗斯血统的俄罗斯流行歌手。2005年11月两人宣布离婚。
在过去的10年里，阿拉与俄罗斯广受欢迎的喜剧演员马克西姆·加尔金保持着浪漫关系。两人经常一起出席名流云集的晚会，甚至有一些音乐的合作。尽管有巨大的年龄差距，2011年12月26日艾拉和马克西姆加尔金结婚。
阿拉·普加乔娃是乌克兰前总理季莫申科的朋友。

## 唱片

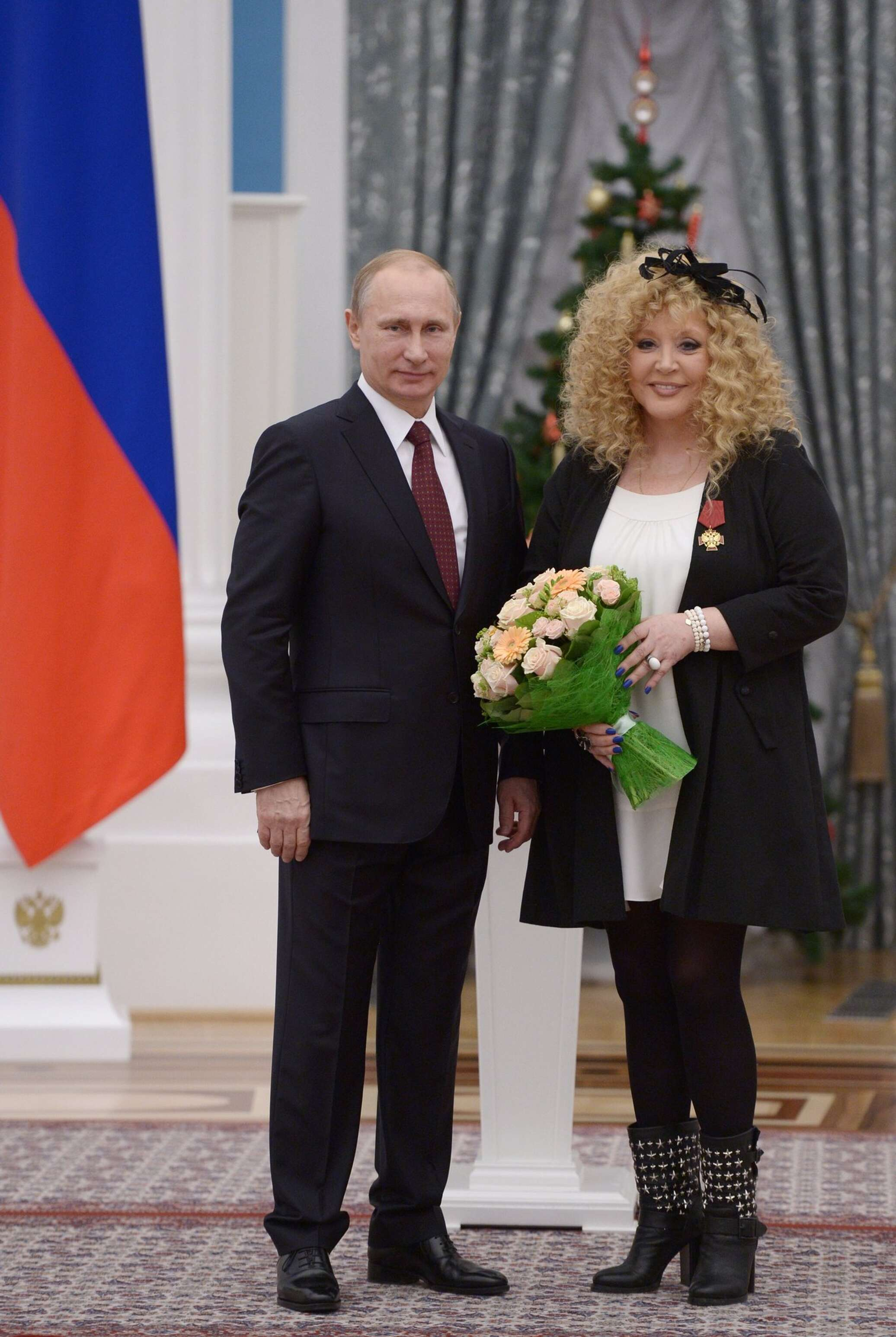
总统弗拉基米尔·普京授予普加乔娃4级祖国功勋勋章，2014年12月22日

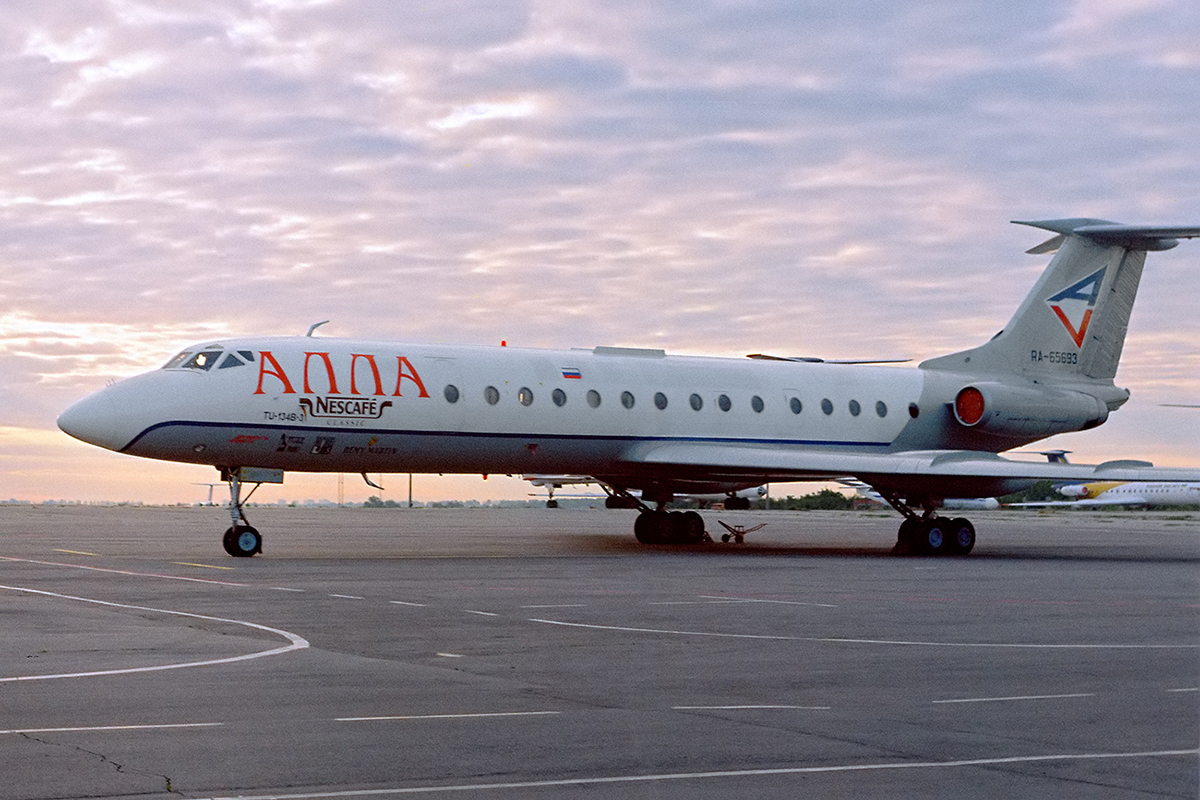
Airvita圖波列夫Tu-134于1998年在哈爾科夫机场。这架飞机是为阿拉·普加乔娃运营的。

### 原创个人专辑
| 年代 | 序号                      | 原名                            | 格式      | 唱片公司，发行地       |
| ---- | ------------------------- | ------------------------------- | --------- | ---------------------- |
| 1976 |                           | Золотой Орфей 76                | Live LP   | Balkanton, 保加利亚    |
| 1977 | C60 09799-2               | Зеркало души                    | Double LP | 旋律唱片公司, 苏联     |
| 1979 | C60 11975-6               | Арлекино и другие               | LP        | 旋律唱片公司, 苏联     |
| 1980 | C60 14429-0               | Поднимись над суетой            | LP        | 旋律唱片公司, 苏联     |
| 1980 | C60 14935-6               | То ли ещё будет                 | LP        | 旋律唱片公司, 苏联     |
| 1982 | C60 17663-6               | Как тревожен этот путь          | Double    | 旋律唱片公司, 苏联     |
| 1985 | C90 21357-8               | Ах, как хочется жить            | LP        | 旋律唱片公司, 苏联     |
| 1985 | WRM LP01                  | Watch Out                       | LP        | 世界记录唱片公司，瑞典 |
| 1986 | C60 24717-8               | Счастья в личной жизни          | LP        | 旋律唱片公司, 苏联     |
| 1986 | C60 25059-0               | Пришла и говорю                 | LP        | 旋律唱片公司, 苏联     |
| 1990 | SUCD 60 00122             | Алла                            | CD        | 旋律唱片公司, 苏联     |
| 1991 | 10191-40191               | Рождественские встречи 1990     | 2LP       | 俄国唱片公司，苏联     |
| 1992 | STEREO R60 00887          | Рождественские встречи 1991     | 2LP       | 俄国唱片公司，俄罗斯   |
| 1995 | SZCD0475                  | Не делайте мне больно, господа! | CD        | Soyuz, 苏联            |
| 1998 | Ex 98073                  | Да!                             | CD        | Extraphone, 俄罗斯     |
| 2001 | АБП 0037                  | Речной трамвайчик               | CD        | Alla, 俄罗斯           |
| 2002 | АБП 0038                  | А был ли мальчик                | CD        | Alla, 俄罗斯           |
| 2003 | АБП 0055, МТ 702909-288-1 | Живи спокойно, страна!          | CD        | Alla & Monolit, 俄罗斯 |
| 2008 | АБП 0055, МТ 702909-288-1 | Приглашение на закат            | CD        | Alla，俄罗斯           |

### CD单曲
- 1997 Primadonna
- 2000 Bely sneg（白雪）
- 2000 Madam Broshkina
- 2002 Eto Lyubov'（这就是爱）

## 电影和电视
- 1978 Teatr Ally Pugachevoy, 爱沙尼亚电视台
- 1978 唱歌的女人, 莫斯科电影制片厂
- 1981 Lyubovyu za lyubov' ，莫斯科电影制片厂
- 1984 Vstrechi s Alloy Pugachevoy, 苏联卫视
- 1985 Prishla i govoryu , 莫斯科电影制片厂
- 1985 Sezon chudes, 敖德萨电影工作室
- 1989-2002 Rozhdestvenskie vstrechi, 苏联卫视，俄罗斯卫视
- 1995 Zhdi i pomni menya, 俄罗斯公共电视台
- 2003 Za dvumya zaytsami